# Mateusz Gos
Mateusz Gos (* 7. Juni 2002) ist ein polnischer Leichtathlet, der sich auf den Langstreckenlauf spezialisiert hat.

## Sportliche Laufbahn
Erste internationale Erfahrungen sammelte Mateusz Gos bei den Crosslauf-Europameisterschaften 2021 in Dublin, bei denen er nach 19:11 min auf den 38. Platz im U20-Rennen gelangte. Im Jahr darauf wurde er bei den Crosslauf-Europameisterschaften 2022 in Turin nach 25:50 min 59. im U23-Rennen und 2023 belegte er bei den U23-Europameisterschafen in Espoo in 29:37,65 min den siebten Platz im 10.000-Meter-Lauf. Im Dezember wurde er bei den Crosslauf-Europameisterschaften in Brüssel nach 25:00 min 36. im U23-Rennen.
2023 wurde Gos polnischer Meister im 5000- und 10.000-Meter-Lauf.

## Persönliche Bestleistungen
- 5000 Meter: 13:52,61 min, 10. Juni 2023 in Oleśnica
- 10.000 Meter: 29:17,80 min, 22. April 2023 in Olkusz